# Степанівка (Коростенський район)
Степа́нівка — село в Україні, в Коростенському районі Житомирської області. Населення становить 291 осіб. Входить до складу Лугинської селищної громади.

## Історія
У 1906 році село Лугинської волості Овруцького повіту Волинської губернії. Відстань від повітового міста 55 верст. Дворів 86, мешканців 414.

## Відомі люди
- Нечипоренко Юрій Аркадійович — колишній голова Апеляційного суду Київської області.